# أورانجفيل (نيويورك)
أورانجفيل (بالإنجليزية: Orangeville, New York)‏ هي بلدة أمريكية تقع في الولايات المتحدة في مقاطعة وايومينغ، نيويورك. يقدر عدد سكانها بـ 1,301 نسمة ومساحتها 92.4 كم2 وترتفع عن سطح البحر 550 متر.